# 川島愛華
川島愛華（かわしま あいか、女性、5月15日 - ）は、日本の女性歌手、シンガーソングライターである。東京都出身。既婚者。血液型はO型。

川島愛華／愛華／AIKA／AIKA KAWASHIMA など表記が色々とあるが、すべて同一人物である。

BLACKSWAN（ブラック・スワン）に改名。

## 略歴
1998年   応募総数 全国約2万人の音楽コンテストで優勝

2003年 宮藤官九郎初主演映画 『福耳-FUKUMIMI-』主題歌『昔出会った風』でソロデビュー。

　　　　デビューCDのジャケット写真は毎日芸術賞受賞やドイツ写真家協会賞などを受賞した森山大道氏の撮影による。

2006年 大谷幸との音楽ユニット『枕草子』を結成。

2006年 演劇『オレステス』テーマ曲／演出：蜷川幸雄 主演：藤原竜也

2010年『Hyper Little Toy's』としてバンド活動開始。

2016年 AIKA KAWASHIMA-川島愛華- としてソロ音楽活動を再開。

BLACKSWAN に改名。

2020年（公財）日本体操協会公認の身体を動かす機会を増す「The Taiso」に参加。

2020年 田中光敏監督『天外者-てんがらもん-』劇中歌（主演：三浦春馬）

## 作品

### 映画
2003年 『福耳-FUKUMIMI-』主題歌『昔出会った風』（主演：宮藤官九郎）

### シングル
2003年 1st. single『ジェリービーンズの森』c/w『昔出会った風』
   CDジャケットの写真は森山大道氏
2004年 2nd. single『23区』c/w『満点な星』
   CDジャケットの写真は森山大道氏

### 演劇
2006年 『オレステス』テーマ曲／演出：蜷川幸雄 主演：藤原竜也　

### アニメ
2006年 『天保異聞 妖奇士（あやかしあやし）』挿入歌

2008年 『無限の住人』主題歌『赤いウサギ』

### ドラマ
2008年 NHK土曜ドラマ『上海タイフーン』挿入歌

### 枕草子
2007年7月25日 CDアルバム『Actias 501』発売

### まくらのそうし
2009年4月15日 CDアルバム『HEART』発売

### Hyper Little Toy's
2010年12月24日 『ノスタルジア』配信開始

2011年4月30日 『ここから』配信開始

2011年7月30日 『Everything all'right!』配信開始

2011年12月21日 『僕らが走った何十年』配信開始

### アルバム参加
2012年8月8日 『約束』／  所ジョージ ：CDアルバム『ハーレーの唄』 内

2014年9月13日 『RCA 77DX』／ 所ジョージ ：CDアルバム『JAM CRACER』内 
『私は神様を知っている』コーラス参加

### AIKA KAWASHIMA-川島愛華-
2016年4月 『Life is Beautiful』配信開始

### BLACKSWAN
2019年3月 『DON‘T KNOW WHY』配信開始
2019年5月 『Velvet Dreamer』配信開始
2019年6月 『DIAMOND』配信開始
2019年10月『Born this Love』配信開始
2020年10月『I LOVE YOUR HEART』リマスターVer.配信開始
2020年10月『BLACK DOG』『No.5』配信開始

2020年12月『Just for you』配信開始

2021年4月『言えないままで...』配信開始

2021年10月『Once upon a time』配信開始

2022年5月『U&ME』配信開始

2023年1月『My Dear Love』配信開始

### 映画
2020年12月 田中光敏監督『天外者-てんがらもん-』劇中歌（主演：三浦春馬）

### アルバム参加
2021年6月 田中光敏監督『天外者-てんがらもん-』劇中歌（主演：三浦春馬） 
音楽・大谷幸 
オリジナルサウンドトラック・劇中歌で参加